# Voices (együttes)
Voices egy brit black/progresszív/avantgárd metal együttes. Az Akercocke tagjai alkották. 2001-ben alakultak Londonban. 2012-ben leszerződtek a Candlelight Recordshoz. Első nagylemezük 2013-ban jelent meg. Sam Loynes gitáros elmondta, hogy a Voices célja az volt, hogy "kísérletezős és kihívó zenét készítsenek", ezáltal a zenéjük hasonló az Akercocke stílusához. Az együttes koncert-fellépéseit "kiállítás" névvel illeti.
Loynes továbbá azt is elmondta, hogy az Akercocke imázsa a sátánizmusra fókuszált, ezáltal ki szerettek volna próbálni valami újat.

## Tagok
- Dan Abela - basszusgitár (2012-)
- David Gray - dob (2012-)
- Sam Loynes - gitár (2012-)
- Peter Benjamin - gitár, ének (2012-)

Koncert tagok
- Matt Adnett - gitár
- Nicholas Barker - dob (2015)

## Diszkográfia
- From the Human Forest Create a Fugue of Imaginary Rain (2013)
- London (2014)
- Frightened (2018)